# Interglossa
La langue auxiliaire Interglossa (ISO 639-3: igs) a été conçue par le scientifique Lancelot Hogben à Aberdeen (Écosse) durant la Seconde Guerre mondiale. 
Cette langue a pour but d'utiliser le lexique international de la science et de la technologie (principalement des termes d'origine grecque et latine), avec une grammaire simple (langue isolante analytique). L'interglossa a été publiée en 1943 en tant que "brouillon d'une langue auxiliaire" (a draft of an auxiliary) c'est-à-dire, un projet préliminaire qui doit être complété. Hogben appliquait des principes sémantiques aux fins de sélectionner un vocabulaire réduit de 880 mots qui pourraient suffire pour une conversation basique entre gens de nationalités différentes.

## Alphabet
L'alphabet d'interglossa est un alphabet dérivé du latin qui utilise les 26 lettres de l'alphabet latin basique de l'ISO.
| Majuscules |   |   |   |   |   |   |   |   |   |   |   |   |   |   |   |   |   |   |   |   |   |   |   |   |   |
| A          | B | C | D | E | F | G | H | I | J | K | L | M | N | O | P | Q | R | S | T | U | V | W | X | Y | Z |
| Minuscules |   |   |   |   |   |   |   |   |   |   |   |   |   |   |   |   |   |   |   |   |   |   |   |   |   |
| a          | b | c | d | e | f | g | h | i | j | k | l | m | n | o | p | q | r | s | t | u | v | w | x | y | z |

## Phonétique
La valeur phonétique des lettres coïncide la plupart du temps avec les valeurs caractéristiques de l'alphabet phonétique international.
Les exceptions sont :
y équivaut à /i/.
c, q et ch équivalent à /k/.
ph équivaut à /f/.
th équivaut à /t/.
rh équivaut à /r/.
x en position initiale équivaut à /z/, sinon à /ks/.
Dans les combinaisons suivantes, la première des deux consonnes est muette : ct-, gn-, mn-, pn-, ps-, pt-. Ainsi ps- équivaut à /s/. 
Généralement, l'accent est sur l'avant-dernière syllabe, par exemple billEta (billet), permIto, forme diphtongue pour les mots terminés avec deux voyelles (-io, -ia, etc.).
Bien que Hogben maintienne l'hiatus, l'accent est sur la syllabe précédent l'avant-dernière (nE-si-a). De même par exemple pour orientAtio.

## Syntaxe
L'interglossa est une langue purement analytique comme le chinois. Comme en chinois (et en anglais), les substantifs composés sont essentiels.
L'interglossa possède une grammaire minimale avec des règles syntaxiques clairement définies mais néanmoins différentes de la grammaire des langues indo-européennes.

## Texte d'exemple
Le texte suivant est le Notre Père en interglossa, titré par Hogben "U Petitio de Christi (p.242)" :
| Version en interglossa : | Texte en grec : | Version en français (utilisée par l'Église catholique avant 1966) : |
| Na Parenta in Urani: Na dicte volo; tu Nomino gene revero; plus tu Crati habe accido; plus u Demo acte harmono tu Tendo epi Geo homo in Urani; Na dicte petitio: Tu date plu di Pani a Na; plus Tu acte pardo plu malo Acte de Na; metro Na acte pardo Mu; Su acte malo de Na. Peti Tu non acte dirigo Na a plu malo Offero; Hetero, Tu date libero Na apo Malo. Causo Tu tene u Crati plus u Dyno plus un eu Famo pan Tem. Amen. | Πάτερ ημών ο εν τοις ουρανοίς, αγιασθήτω το όνομά Σου, ελθέτω η Βασιλεία σου, γενηθήτω το θέλημά σου ως εν ουρανώ και επί της γης. Τον άρτον ημών τον επιούσιον δος ημίν σήμερον, και άφες ημίν τα οφειλήματα ημών, ως και ημείς αφίεμεν τοις οφειλέταις ημών. Και μη εισενέγκης ημάς εις πειρασμόν, αλλά ρύσαι ημάς από του πονηρού. Ότι σου εστί η βασιλεία και η δύναμις και η δόξα εις τους αιώνας. Αμήν. | Notre Père, qui êtes aux cieux ; Que votre nom soit sanctifié ; Que votre règne arrive ; Que votre volonté soit faite sur la terre comme au ciel. Donnez-nous aujourd'hui notre pain quotidien (ou : de ce jour). (Et) pardonnez-nous nos offenses, comme nous pardonnons à ceux qui nous ont offensés. (Et) ne nous laissez pas succomber à la tentation. Mais délivrez-nous du mal. Car c'est à toi qu'appartiennent le règne la puissance et la gloire Ainsi soit-il. Amen. |

## Le glosa
Le glosa est une langue internationale auxiliaire développée par Ronald Clark et Wendy Ashby (Angleterre, 1972-1992) à partir de l'interglossa de Lancelot Hogben. Le nom « Glosa » provient du grec γλοσσα  (glossa), qui signifie « langue ».
Le vocabulaire glosa est composé de racines latines et grecques, qui fournissent le vocabulaire des sciences et de la médecine, et, avec moindre précision, de la majeure partie des vocabulaires français, anglais, italien et espagnol ; il s'apparente donc aux langues romanes. Cependant, contrairement à celles-ci, le glosa est une langue isolante (et non pas flexionnelle) : les mots sont invariables. Glosa est finalement une langue latine simplifiée dotée d'une grammaire « chinoise ». Il faut reconnaitre une certaine efficacité à cette langue dont la grammaire reste simple.

### Exemple
Mi proto visita a Brussels e Europa Parlamenta (EP). Oligo membra de EP e pusi idio stude grega - Hanns-Seidel Stiftung pa organiza u debata ge-nima: U Komunika e Lingua Problema in Europa Komunita - a qo metri u ge-face lingua pote kontribu ad id solve. Mi pa gene invita te representa Glosa ad u-ci unio. Dr. Egon A. Klepsch, Presidenta de Europa Parlamenta pa apri un unio.